# Ibanez K7
Az Ibanez K7 egy héthúros elektromos gitár, mely a japán Ibanez hangszercég Apex modelljeinek signature változata. A gitárt a Korn együttes alapító tagja Brian Welch (művésznevén Head) és James Shaffer (Munky), a banda gitárosa közreműködésével fejlesztették ki.
A hét húr gyárilag A, D, G, C, F, A, D (a mélyektől a magasak felé haladva) van hangolva. A hangszer leginkább a kemény metálzene előadására alkalmas, és remekül illeszkedik a Korn stílusához. Az Ibanez 2007-ben bevezetett két új Korn Signature két Apex változatot, sőt terjengenek pletykák egy jövőbeni K8 modellről is.
IBANEZ K7-BG Munky Signature
- Mahagóni test
- Nyak és Fogólap: jávorfa, paliszander
- 24 Jumbo érintő
- Lo Pro 7 mit U-Bar
- Hangszedők: 2 db DiMarzio PAF 7 Humbucker
- Powder Cosmo Hardware
- Szín: Blade Grey

IBANEZ K7-FB Head Signature
- Mahagóni test
- Nyak és Fogólap: Jávorfa, paliszander
- 24 Jumbo érintő
- 7Lo Pro 7 mit U-Bar
- Hangszedők: 2 db DiMarzio PAF 7 Humbucker
- Powder Cosmo Hardware
- Szín: Firespeak Blue